# Paúl Ramírez
Paúl Javier Vásquez Ramírez (* 30. Juli 1986 in Puerto Ordaz; † 6. Dezember 2011 in Caracas) war ein venezolanischer Fußballspieler.

## Leben

### Karriere

#### Verein
Ramírez begann seine Karriere in seiner Heimat für Caracas FC und wechselte 2004 nach Argentinien zu Juventud Antoniana. Nachdem er bei der Sudamericano sub20 überzeugte, bekam er eine Einladung zum Probetraining bei Udinese Calcio. Er überzeugte bei dem Probetraining und unterschrieb einen Vertrag in Friaul. In Udine kam er jedoch nur im Primavera-Team zum Einsatz und wechselte deshalb im Januar 2005 auf Leihbasis zum Schweizer Zweitligisten AC Bellinzona. Bei AC Bellinzona blieb er ein halbes Jahr und kehrte im Sommer 2005 zu Udinese Calcio zurück. Dort wurde er gleich wieder verliehen, diesmal in die Serie B zu Ascoli Calcio. Im Sommer 2006 verließ er Italien und unterschrieb in seiner Heimat Venezuela für UA Maracaibo, wo er aber nach einem halben Jahr schon wieder an Minervén FC verkauft wurde. Im Juli 2009 gab er seinen Wechsel zu SD Centro Ítalo FC bekannt und spielte hier bis Juni 2010. Im Juli desselben Jahres wechselte er in die Segunda División Venezolana zu Tucanes de Amazonas.

#### Nationalmannschaft
Ramírez nahm an der U-20-Fußball-Südamerikameisterschaft 2005 in Kolumbien teil und spielte sein einziges Seniorenländerspiel am 25. Mai 2005 gegen Panama.

### Tod
Im November 2011 erlitt Ramírez einen Schlaganfall, an dessen Folgen er am 6. Dezember 2011 verstarb.